# Битва при Кастельфидардо
Битва при Кастельфидардо (ит. Battaglia di Castelfidardo) — одно из сражений за объединение Италии, произошедшее 18 сентября 1860 года во время кампания сардинской армии в Центральной и Южной Италии.
Овладев южной Италией, Гарибальди решил завоевать и Церковную область, где встретил серьёзное противодействие со стороны Наполеона III, который не мог допустить уничтожения светской власти папы. Рим и его окрестности охранялись французами, но Мархия и Умбрия склонялись на сторону Пьемонта. С согласия Наполеона III, которому было указано на необходимость остановить поток, угрожающий монархическим правительствам, сардинские войска генералов Манфредо Фанти и Энрико Чальдини через Умбрию и Мархию были двинуты к неаполитанской границе.
При вступлении сардинской армии в Умбрию и Мархию эти области присоединились к Пьемонту, поэтому папские войска под командованием Жюшо де Ламорисьера намерены были оказать противодействие движению сардинцев. Между тем, после перехода через границу 1-я бригада дивизии Чальдини заняла Урбино и Фоссомброне, а 2-я бригада — Фано, после чего сардинцам сдалась 13 сентября крепость Пезаро. Тем временем дивизия Рокка через Ареццо двигалась на Фолино, где стояли главные силы Ламорисьера (9 батальонов, 5 эскадронов, 14 орудий, всего 6500). Получив известие, что последний двигается к Анконе, Чальдини, стянув обе бригады (53 батальона, 24 эскадрона, 5 орудий, всего ок. 300000), расположил их 17 сентября на высотах Озимо и Кастельфидардо, чтобы запереть Ламорисьеру дорогу в Анкону. Между тем, Ламорисьер решил пройти к Анконе вдоль морского берега через Сеннигалию. Но уже было поздно: сардинцы преградили ему дорогу в крепость. Главнокомандующему папских войск ничего не оставалось делать, как пробиться в Анкону силой.
Невзирая на численное превосходство противника, он приказал авангарду Пимодана атаковать позицию, а сам с остальными войсками стал в поддержке. Закипел ожесточённый бой. Чальдини, отбив все атаки, перешёл в наступление и в расстройстве отбросил папские войска к Лоретто. Гарнизон Анконы пытался оказать помощь Ламорисьеру, выслав одну колонну, но последняя, увидав поражение папских войск, поспешно отступила в крепость, оставив на поле сражения много пленных. Ламорисьеру удалось бежать в Анкону, а раненый Пимодон вместе со своим отрядом должен был сдаться в плен. В этом сражении победители потеряли около 200 человек убитыми и ранеными, а папские войска — 500 человек убитыми и ранеными, 600 пленными, 3 орудия и 1 знамя. 29 сентября пала и Анкона, сдавшаяся генералу Фанти, после чего сардинская армия двинулась по направлению к Неаполю.